# Federico Coria
Federico Coria (ur. 9 marca 1992 w Rosario) – argentyński tenisista.
Jest młodszym bratem Guillermo Corii byłego tenisisty.

## Kariera tenisowa
Coria osiągnął dwa finały zawodów cyklu ATP Tour w grze pojedynczej. Podczas swojej kariery zwyciężył też w sześciu singlowych i jednym deblowym turnieju rangi ATP Challenger Tour. Ponadto wygrał dziewięć singlowych oraz sześć deblowych turniejów rangi ITF.
W 2018 roku otrzymał grzywnę w wysokości 10 000 dolarów i został zdyskwalifikowany na osiem miesięcy z powodu naruszenia programu antykorupcyjnego za niezgłoszenie próby ustawienia meczów w 2015 roku i za brak współpracy w późniejszym dochodzeniu.
W rankingu gry pojedynczej najwyżej był na 49. miejscu (13 lutego 2023), a w klasyfikacji gry podwójnej na 238. pozycji (22 listopada 2021).

### Finały w turniejach ATP Tour
| Legenda                                      |
| -------------------------------------------- |
| Wielki Szlem                                 |
| Igrzyska olimpijskie                         |
| Tennis Masters Cup / ATP Finals              |
| ATP Masters Series / ATP Tour Masters 1000   |
| ATP International Series Gold / ATP Tour 500 |
| ATP International Series / ATP Tour 250      |

#### Gra pojedyncza (0–2)
| Końcowy wynik | Nr | Data           | Turniej | Nawierzchnia | Przeciwnik     | Wynik finału  |
| ------------- | -- | -------------- | ------- | ------------ | -------------- | ------------- |
| Finalista     | 1. | 18 lipca 2021  | Båstad  | Ceglana      | Casper Ruud    | 3:6, 3:6      |
| Finalista     | 2. | 12 lutego 2023 | Córdoba | Ceglana      | Sebastián Báez | 1:6, 6:3, 3:6 |

### Zwycięstwa w turniejach ATP Challenger Tour

#### Gra pojedyncza
| Końcowy wynik | Nr | Data              | Turniej    | Nawierzchnia | Przeciwnik        | Wynik finału  |
| ------------- | -- | ----------------- | ---------- | ------------ | ----------------- | ------------- |
| Zwycięzca     | 1. | 5 maja 2019       | Savannah   | Ceglana      | Paolo Lorenzi     | 6:3, 4:6, 6:2 |
| Zwycięzca     | 2. | 19 czerwca 2021   | Prościejów | Ceglana      | Alex Molčan       | 7:6(1), 6:3   |
| Zwycięzca     | 3. | 28 listopada 2021 | Brasília   | Ceglana      | Jaume Munar       | 7:5, 6:3      |
| Zwycięzca     | 4. | 26 czerwca 2022   | Mediolan   | Ceglana      | Francesco Passaro | 7:6(2), 6:4   |
| Zwycięzca     | 5. | 29 stycznia 2023  | Concepción | Ceglana      | Timofiej Skatow   | 6:4, 6:3      |
| Zwycięzca     | 6. | 17 września 2023  | Szczecin   | Ceglana      | Vít Kopřiva       | 6:1, 7:6(4)   |

#### Gra podwójna
| Końcowy wynik | Nr | Data                | Turniej  | Nawierzchnia | Partner               | Przeciwnicy                   | Wynik finału |
| ------------- | -- | ------------------- | -------- | ------------ | --------------------- | ----------------------------- | ------------ |
| Zwycięzca     | 1. | 9 października 2016 | Campinas | Ceglana      | Tomás Lipovšek Puches | Sergio Galdós Máximo González | 7:5, 6:2     |